# Mariano Di Vaio
Mariano Di Vaio (Assisi, 9 maggio 1989) è un modello, blogger e attore italiano.

## Biografia
Di origini napoletane-calabresi e ticinesi, per la precisione di Lamone, via Cantonale (Svizzera), dopo la maturità scientifica ed essersi iscritto al corso di Scienze politiche e relazioni internazionali dell'Università degli Studi di Perugia senza concludere gli studi, Di Vaio lascia l'Italia e si trasferisce a Londra, lavorando come lavapiatti e come ragazzo immagine in un negozio di abbigliamento. Spostatosi negli Stati Uniti d'America, frequenta dei corsi di recitazione alla New York Film Academy, tornando poi in Italia dove intraprende la carriera di modello, prendendo parte nel corso degli anni a campagne pubblicitarie di brand come Hugo Boss, Tommy Hilfiger, Diesel, Calvin Klein, Roberto Cavalli, Ralph Lauren, Gucci, e Omega SA.
Nel 2012 crea Mdvstyle, un blog di moda in cui descrive le sue attività, i viaggi che intraprende e le mode del momento, divenendo tra i più importanti blogger di costume; nel 2015 il portale vince il premio come Best men’s fashion blog agli STYLIGHT Fashion Influencer Awards della Berlin Fashion Week. Nel 2014 fonda poi NoHow, società che si dedica all'e-commerce di abbigliamento di prodotti sia creati da Di Vaio, sia da altre case di moda, divenuto tra i più illustri rivenditori online del settore.
Nel 2016 pubblica My Dream Job, una biografia scritta in collaborazione con Mark Y. Lane, edita da Mondadori Electa, partecipa come tutor alla prima stagione di Selfie - Le cose cambiano, talent show prodotto dalla Fascino PGT e presentato da Simona Ventura. e interpreta un ruolo minore nel film Deported, diretto da Tyler Spinder e prodotto da Yoram Globus. L'anno dopo scrive insieme a Jonathan Catalano Wait for Me, brano musicale che entra nella classifica dei singoli in Portogallo. Nel 2018, Forbes lo inserisce nella lista Forbes under 30 dei cento italiani che vogliono cambiare il mondo, ponendolo tra i cinque nel settore del commercio online di abbigliamento,. Nel dicembre di quell'anno è stato inserito in the 100 Most Beautiful Faces List tra i dieci uomini più belli al mondo.
Nel 2019 viene scelto da Dolce&Gabbana come testimonial del profumo K.

## Vita privata
Il 27 settembre 2015 ha sposato Eleonora Brunacci, avvocata e sua collaboratrice, da cui ha avuto quattro figli: Nathan Leone (nato il 27 novembre 2016), Leonardo Liam (nato il 18 giugno 2018), Filiberto Noah (nato il 22 settembre 2019) e Mia Annabelle (nata il 25 gennaio 2022).

## Filmografia

### Cinema
- Deported, regia di Tyler Spinder (2020)
- State of Consciousness, regia di Marcus Stokes (2022)
- Pensati sexy, regia di Michela Andreozzi (2024)

## Televisione
- Selfie - Le cose cambiano (Canale 5, 2016) Tutor

## Discografia

### Singoli
- Wait for me feat. Jonathan Catalano (2017)

## Campagne pubblicitarie
- Dolce & Gabbana (2019-in corso)

## Libri
- Mariano di Vaio e Mark Y. Lane, My dream job, Mondadori Electa, 2016, ISBN 8891807753

## Riconoscimenti
- GQ Men of the year 2018 - Best Digital Influencer - GQ Portugal[29]
- Forbes 30 under 30 - Retail and E-Commerce - Forbes Italy[30][31][32]
- GQ Men of the year 2019 - GQ's Breakthrough Model - GQ Middle East[33]
- GQ Men of the year 2019 - Influencer of the Year - GQ Germany[34]